# Cerkiew Opieki Matki Bożej na Nerli
Cerkiew Opieki Matki Bożej na Nerli – prawosławna cerkiew znajdująca się w pobliżu Bogolubowa w obwodzie włodzimierskim w Rosji, położona u ujścia Nerli do Klaźmy. Wzniesiona w 1165.

## Opis
Fundatorem świątyni był książę Andrzej I Bogolubski, który według podania postanowił zbudować ją jako pomnik pamięci swojego zmarłego syna Izjasława. Budynek został wzniesiony w 1165 na miejscu wskazanym osobiście przez księcia. Obiekt powstał na sztucznie usypanym wzniesieniu, co miało uchronić fundamenty cerkwi przed podmyciem w czasie wiosennych wylewów Nerli. Sięgają one głębokości 5,2 metra.
Cerkiew Opieki Matki Bożej na Nerli jest typową dla architektury staroruskiej świątynią wspartą na czterech filarach, wzniesioną na planie czworoboku z pojedynczą kopułą w centralnym miejscu dachu. Budowniczowie świątyni wznieśli ją w całości z białego kamienia, rezygnując z bogatego zdobnictwa zewnętrznego, jakie zastosowano przy budowie soborów Zaśnięcia Matki Bożej i św. Dymitra Sołuńskiego we Włodzimierzu. Jedyną dekorację zewnętrzną cerkwi stanowią rzędy półkolumn, które w zamiarze twórców miały stworzyć iluzję większej niż rzeczywista wysokości budowli, oraz skromniejsze niż w cerkwiach włodzimierskich kompozycje rzeźbiarskie z postaciami lwów, twarzy kobiecych (symbolizujących Matkę Bożą oraz króla Dawida). Kopuła znajdująca się obecnie na budynku pochodzi z 1803 i jest znacznie mniejsza niż konstrukcja pierwotna. Wewnętrzna dekoracja budynku wykonana w średniowieczu nie przetrwała; jej pozostałości widoczne jeszcze w XIX wieku zostały w 1877 usunięte w czasie generalnego remontu świątyni.
W 1784 istniał projekt całkowitej rozbiórki cerkwi i wykorzystania pozyskanego materiału budowlanego na wzniesienie dzwonnicy w monasterze Narodzenia Matki Bożej w Bogolubowie. Do realizacji tych planów nie doszło, gdyż archimandryta monasteru nie doszedł do porozumienia z robotnikami, którzy mieli wykonać prace rozbiórkowe.
Cerkiew od 1992 znajduje się na Liście Światowego Dziedzictwa UNESCO. Przez wielu autorów uważana jest za największe osiągnięcie architektury staroruskiej.